# Palladium(II)-acetat
Palladium(II)-acetat ist eine chemische Verbindung des Palladiums mit der Halbstrukturformel Pd(CH3COO)2. Palladium(II)-acetat löst sich in vielen organischen Lösungsmitteln und wird als Katalysator für organische Synthesen genutzt. In der metallorganischen Chemie dient es als Präkursor für andere Palladium-Komplexe.

## Herstellung
Palladium(II)-acetat kann durch Reaktion von Palladiummetall mit einem Gemisch aus heißer Salpetersäure und Essigsäure hergestellt werden. Je nach Herstellung kann Palladium(II)-acetat als braunes Pulver mit einer trimeren Struktur oder als rosafarbenes Pulver mit einer Kettenstruktur vorliegen.